# Dòng Mến Thánh Giá

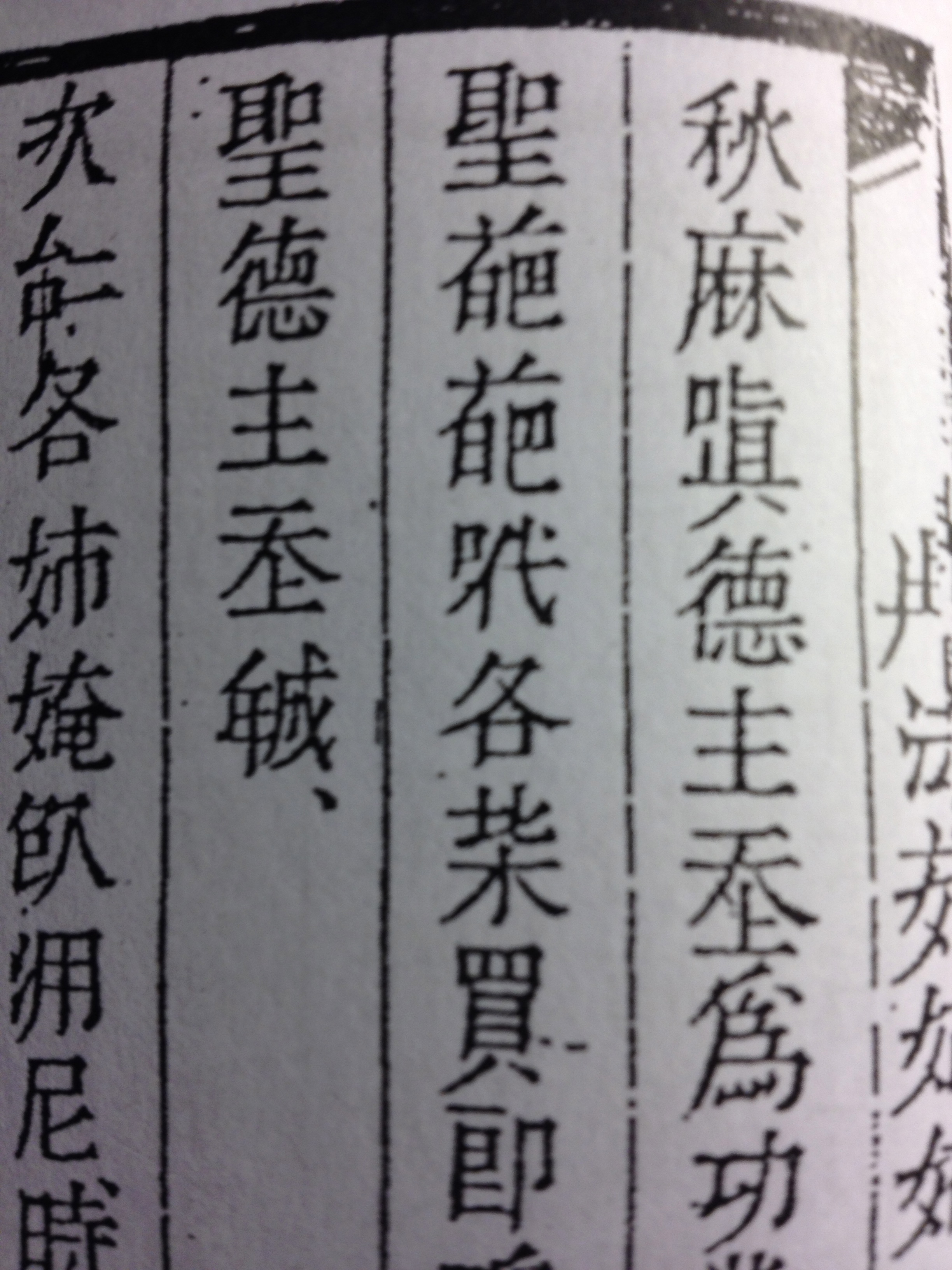
Bản in chữ Nôm 1869 trích sách Phép dòng chị em mến câu-rút đức Chúa Giê-su với ba chữ thánh Pha Pha (cột thứ 3 từ trái) để chỉ đức Giáo hoàng

Dòng Mến Thánh Giá (tiếng Pháp: Amantes de la Croix, tiếng Anh: Congregation of the Holy Cross Lovers) là một dòng tu dành cho nữ giới Công giáo do Giám mục Lambert de la Motte (Giám mục thuộc Hội Thừa sai Paris đầu tiên đến xứ Nam Kỳ, Đông Dương) sáng lập lần lượt ở Đàng Ngoài vào năm 1670, Đàng Trong năm 1671, và Xiêm La năm 1672. Hội dòng mở rộng sang Campuchia năm 1772, Nhật Bản năm 1878, và Lào năm 1887.
Đây là dòng nữ Công giáo đầu tiên có mặt tại Việt Nam. Sang thế kỷ 21, dòng này phục vụ trong nhiều giáo phận ở Việt Nam. Mến Thánh Giá là dòng tu nữ đầu tiên mang bản sắc Á Đông, vừa chiêm niệm vừa hoạt động, có lời khấn, sống thành cộng đoàn theo một bản luật được gọi là "Hiến Chương Hội Dòng Mến Thánh Giá", trực thuộc quyền Giám mục sở tại và hướng về việc truyền giáo cũng như chuyên làm việc thiện nguyện và giáo dục thanh thiếu niên.

## Tổ chức
Dòng Mến Thánh Giá hiện nay chia làm nhiều nhánh với thuật ngữ đơn vị là "hội dòng". Mỗi hội dòng đều độc lập và tự trị, có một nữ tu tổng phụ trách (tương đương bề trên tổng quyền ở các dòng tu khác). Tuy là tự trị và độc lập nhưng toàn thể các Hội Dòng Mến Thánh Giá đều hiệp thông và liên lạc chặt chẽ với nhau.
Đến năm 2005 có khoảng 24 hội dòng Mến Thánh Giá tại Việt Nam, 1 tại Hoa Kỳ, 3 tại Thái Lan, 2 tại Lào và 1 tại Campuchia. Một số nhánh lớn của Dòng Mến Thánh Giá như: Hội Dòng Mến Thánh Giá Nha Trang, Hội Dòng Mến Thánh Giá Chợ Quán, Hội Dòng Mến Thánh Giá Thủ Thiêm, Hội Dòng Mến Thánh Giá Phát Diệm, Hội Dòng Mến Thánh Giá Gò Vấp, Hội Dòng Mến Thánh Giá Cái Mơn, Hội Dòng Mến Thánh Giá Los Angeles v.v.
Riêng các hội dòng tại Thái Lan, Lào và Campuchia đã được Bộ Phúc Âm Hóa các Dân Tộc của Tòa Thánh phê chuẩn thành lập Liên Hiệp Mến Thánh Giá Thái Lan - Lào - Campuchia (2010).